# Schinkengang
Schinkengang oder Sitzbeinhöckergehen bezeichnet in der Alten- und Gesundheits- und Krankenpflege einen aus dem Bewegungskonzept Kinästhetik stammenden Bewegungsübergang, um nicht mehr (immobile) oder eingeschränkt bewegungsfähige Pflegebedürftige bei einer sitzenden Positionveränderung zu unterstützen. Der Ausdruck Schinken bezieht sich dabei auf das Gesäß. Hierbei wird das Gewicht der Sitzenden von einer symmetrischen Gewichtsverteilung auf beide Oberschenkel und Gesäß auf eine Hälfte des Körpers, insbesondere auf die Sitzbeinhöcker (Tuber ischiadicum) verlagert. Die gewichtsentlastete Seite kann dann kompensatorisch, teilkompensatorisch nach Bewegungsimpuls durch die Pflegekraft oder selbständig nach Anleitung bewegt beziehungsweise eingedreht werden. Nach Absetzen der entlasteten Seite wird der Vorgang auf der anderen Körperhälfte durchgeführt. Die wechselseitige Be- und Entlastung mit der entsprechenden Vor- oder Rückwärtsbewegung wird solange wiederholt, bis sich das Gesäß der gepflegten Person an der erwünschten Position befindet. Häufige Anwendungen für den Schinkengang sind beispielsweise Pflegebedürftige, die auf einer Sitzfläche nach vorne gerutscht sind oder die als Vorbereitung eines Transfers von Bett zu Rollstuhl an der Bettkante positioniert werden sollen. Diese für die Pflegekraft rückenschonende Technik ist für die Pflegebedürftigen von Vorteil, weil sich im Gegensatz zum Hochziehen der Gepflegten weniger starke Scherkräfte auf die Haut des Gesäßes einwirken. Allerdings ist der Schinkengang nicht von allen Menschen durchführbar und abhängig von den vorhandenen Ressourcen der Einzelnen.

## Weitere Anwendungen
Der Schinkengang wird auch im Rahmen physiotherapeutischer Rehabilitationsmaßnahmen zum Beckenbodentraining bei Frauen und bei Männern nach Prostataoperationen oder zur Linderung von Inkontinenz oder Erektionsstörungen eingesetzt. Ein weiteres Anwendungsgebiet innerhalb der Physiotherapie ist das Gehen auf den Sitzbeinhöckern mit ausgestreckten Beinen als Übung zur Mobilisation der Iliosakralgelenke, der Lendenwirbelsäule und der Hüftgelenke.